# Kamen Rider J
Pour plus de détails, voir Fiche technique et Distribution.
Kamen Rider J (仮面ライダーJ, Kamen Raidā Jei), aussi traduit Masked Rider J, est un film japonais de 1994, du genre Tokusatsu, produit par la Toei,, basé sur la franchise Kamen Rider.
Dans le cadre du quarantième anniversaire de la série, Kamen Rider J a été diffusé sur la chaine de VOD de la Toei en septembre 2011.

## Distribution
- Koji Segawa (瀬川 耕司, Segawa Kōji?)/Kamen Rider J: Yūta Mochizuki (望月 祐多, Mochizuki Yūta?)
- Kana Kimura (木村 加那, Kimura Kana?): Yuka Nomura (野村 佑香, Nomura Yūka?)
- Berry (ベリー, Berī?, Voice): Rikako Aikawa (愛河 里花子, Aikawa Rikako?)
- Garai (ガライ, Garai?): Kyoji Kamui (神威 杏次, Kamui Kyōji?)
- Zu (ズー, Zū?): Yoko Mari (万里 洋子, Mari Yōko?)
- Agito (アギト, Agito?): Satoshi Kurihara (栗原 敏, Kurihara Satoshi?)
- Fog Mother (フォッグマザー, Foggu Mazā?, Voice): Maho Maruyama (丸山 真歩, Maruyama Maho?) (Played as Mariho Kayama (佳山 真梨穂, Kayama Mariho?))
- Earth Spirit (地空人, Chikūjin?): Shuji Uchida (内田 修司, Uchida Shūji?)
- Earth Spirit (地空人, Chikūjin?): Yurika Nagano (永野 百合香, Nagano Yurika?)
- Narrator (ナレーター, Narētā?): Shōzō Iizuka (飯塚 昭三, Iizuka Shōzō?)

### Cascadeurs
- Kamen Rider J: Jiro Okamoto (岡元 次郎, Okamoto Jirō?)
- Garai: Hideaki Kusaka (日下 秀昭, Kusaka Hideaki?)
- Zu: Yoshie Seki (関 誉枝恵, Seki Yoshie?)
- Agito: Tomoyuki Tsuruyama (鶴山 知之, Tsuruyama Tomoyuki?)

## Chansons
Thème du film
- "Just One Love"
  - Paroles: Akira Ōtsu
  - Compositeur: Eiji Kawamura
  - Interprète: BYUE

Générique de fin
- "Kokoro Tsunagu Ai" (心つなぐ愛?, "Hearts Connect Love")
  - Paroles: Akira Ōtsu
  - Compositeur: Eiji Kawamura
  - Interprète: BYUE

## Autres apparitions
- Kamen Rider J fait équipe avec Kamen Rider ZO dans le court métrage en 3D de huit minutes Kamen Rider World.

- En 2009, il apparait dans le film Kamen Rider Decade: All Riders vs. Dai-Shocker. Au moment critique du film, il est invoqué, dans sa forme géante, par Kamen Rider Diend pour combattre King Dark. Avec l'aide de DiEnd, il fusionne avec Kamen Rider Decade pour créer la forme Final Form Jumbo Formation.

- Dans les courts métrages diffusés en parallèle de Kamen Rider Decade: All Riders vs. Dai-Shocker, Kamen Rider J est identifié comme le quinzième Kamen Rider de l'ère Showa.

- En 2010, il apparait dans le film Kamen Rider × Kamen Rider W & Decade: Movie War 2010, lors d'un combat contre Kamen Rider Decade, qu'il perd et se retrouve transformé en carte par ce dernier. Après la défaite de Decade, il est révélé que tous les Riders transformés en cartes retrouvent leurs mondes respectifs, dont celui de J.

- Toujours en 2011, il apparait également en personnage jouable dans le jeu vidéo All Kamen Rider: Rider Generation[4] sur Nintendo DS.